# Carlo Amati

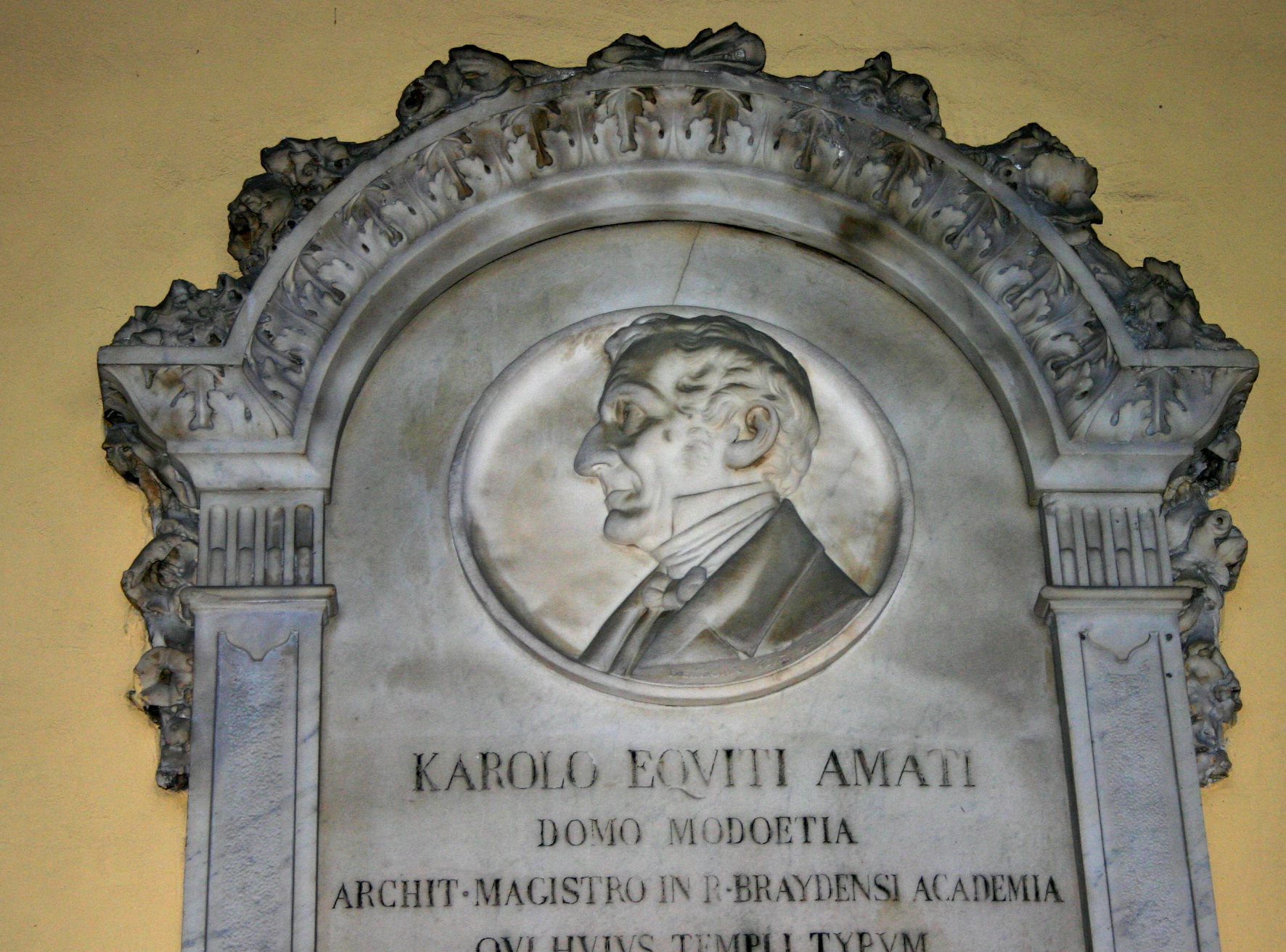
Carlo Amati, rilievo dal monumento sulla chiesa di San Carlo al Corso

Carlo Amati (Monza, 22 agosto 1776 – Milano, 23 marzo 1852) è stato un architetto italiano, esponente del Neoclassicismo.

## Biografia

### Esordi
Studiò all'Accademia di Brera, dove ebbe come insegnanti l'abate Parini (assunto per preparare gli allievi alla conoscenza delle storie mitologiche e delle allegorie, poi promosso sovrintendente), l'architetto di origine viennese Leopoldo Pollack e Gian Giacomo Albertolli (il nipote di Giocondo), docente di architettura.
Amati fu assistente tanto dell'Albertolli (sino alla sua morte nel 1805), quando del successore, l'abate Zanoia, cui successe nel 1817: quivi si fece una fama quale studioso di Vitruvio. Ebbe come studente, fra gli altri, il grande architetto neoclassico Giacomo Moraglia.

### Rassegna delle opere
La sua prima realizzazione ricordata fu, nel 1808, il monumentale pulpito del Duomo di Monza, eseguita in legno, di pianta semicircolare e decorata con quattro telamoni raffiguranti i quattro dottori della Chiesa latina (San Gerolamo, Sant’Agostino, Sant'Ambrogio, San Gregorio Magno). Nel 1810 realizzò il Teatro Sociale di Monza, che sostituiva il precedente Teatro Arciducale del Piermarini, completato nel 1777 ma, nel frattempo, distrutto da un incendio (se ne interessò anche Luigi Canonica). Nel 1812 ebbe da Luigi Durini incarico di rifare gli interni della villa La Cazzola di Arcore e di realizzare un pronao con due robuste colonne reggenti un sovrastante balcone, ad inquadrare il portone mediano di ingresso.
Contemporaneamente lavorava, insieme al suo maestro l'abate Giuseppe Zanoia, al progetto definitivo della facciata del Duomo di Milano, terminata nel 1813 per volere di Napoleone.
Realizzò, poi, la chiesa di Casatenovo (1808-15), la facciata della chiesa di Brivio, Porta San Vito a Pavia (1819), l'arco del ponte sul Ticino verso Pavia (1822), la cappella delle Grazie nell'ospedale di Monza.  Nel 1823 partecipò, senza successo, al secondo concorso per la chiesa di Sant'Antonio Taumaturgo di Trieste, realizzata, in perfetto stile neoclassico, da Pietro Nobile.
Nel 1828 disegnò la chiesa di San Carlo al Corso, ispirata al Pantheon di Roma, che realizzò dal 1836 al 1847. Quivi lavorò con lo scultore Pompeo Marchesi, il più celebre artista di questo tardo neoclassico (che lo ritrasse in un busto oggi conservato alla Galleria d'Arte Moderna di Milano) ma, soprattutto, collega all'Accademia di Brera.
Amati ebbe poi incarico di riparare la basilica di Sant'Angelo Lodigiano danneggiata, il 21 luglio 1826, da un fulmine che aveva colpito la torre campanaria, curando la modifica della cupola barocca (ove vennero inseriti ai quattro quadranti di orologio) e la costruzione del terrazzo delle statue, l'elevazione del campanile, sulla cui sommità pose una statua San Michele Arcangelo (opera di Enrico Butti, in marmo di Viggiù).

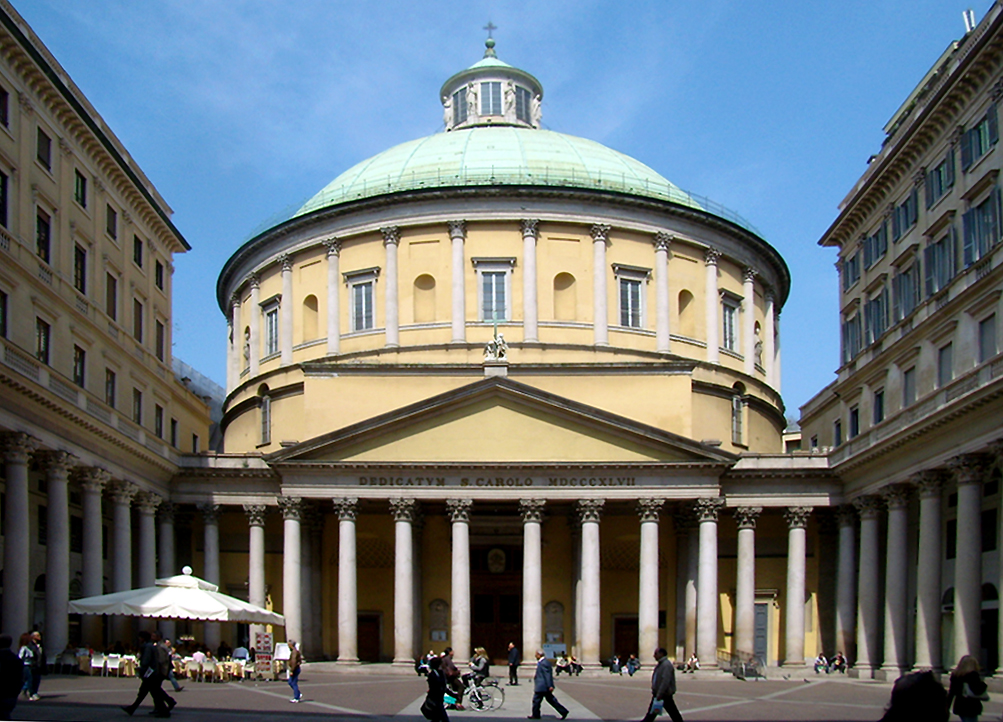
Facciata di San Carlo al Corso, a Milano

Morì a Milano nel 1852 e fu sepolto al cimitero di San Gregorio fuori da Porta Venezia, non più esistente.

### Impostazione artistica e critica
La facciata del Duomo di Milano è l'unico suo esempio di opera neogotica. Ma, in effetti, si tratta di una facciata in stile, ossia conforme alle linee gotiche originarie. In tal senso, essa non deve essere interpretata come una indecisione stilistica. Per il resto della sua opera, infatti, l'Amati fu sempre fedele ideatore di una linea architettonica strettamente neoclassica.
Fu autore prolifico, erudito ma, soprattutto, accademico, attraverso la pubblicazione di genere archeologico e artistico, corredati d'incisioni in rame da lui stesso in gran parte eseguite.  Nel 1802 pubblicò Regole del chiar-oscuro in architettura, nel 1805 Gli ordini di architettura del Jacopo Barozzi da Vignola, nel 1809 Il Duomo di Milano, nel 1821 Antichità di Milano esistenti presso S. Lorenzo e Antichità di Milano, nel 1825 Memoria sullo stato dell'architettura nel Medio Evo, nel 1830 Dell'architettura di Marco Vitruvio Pollione.

### Archivio
L'archivio di Carlo Amati è articolato in due fondi distinti. 
Il primo fondo, conservato presso il Castello Sforzesco, nel Gabinetto dei disegni, è costituito dalla documentazione relativa agli studi, all'insegnamento e all'attività professionale dell'architetto Carlo Amati (1793-1852, con pezzi più antichi e successivi): fogli di studi, rilievi, disegni, esercitazioni, saggi accademici, tavole didattiche, incisioni e litografie per opere a stampa, fogli di schizzi, studi, disegni e tavole per progetti. Contiene, inoltre, carte private: lettere, contratti, preventivi, calcoli, fatture, elenchi, appunti, minute, resoconti. All'archivio di Amati si aggiungono 81 fogli di disegni e tavole di documentazione di maestri contemporanei e allievi di Amati, con alcune opere più antiche; 132 fogli di schizzi, studi, esercitazioni, disegni, progetti di allievi tra cui il figlio Marco (circa 1790-1875). 
Un secondo fondo, conservato presso il Monastero di San Giacomo a Bergamo, si compone di 7 cartelle con disegni e documenti e di alcune tavole sciolte incorniciate e appese. Le prime 3 cartelle del fondo riguardano l'attività professionale e didattica dell'architetto Carlo Amati (1798-1852): appunti, schizzi, disegni, manoscritti e carteggi.

### Mostre
- 1990, L'Italia nella Rivoluzione 1789 1799, Roma, Biblioteca Nazionale Centrale.[6]